# Futeau
Futeau est une commune française située dans le département de la Meuse, en région Grand Est, anciennement en région Lorraine. Ses habitants sont les Futasiens et Futasiennes.

## Géographie
La commune de Futeau est située dans la vallée de La Biesme, au milieu de la forêt d’Argonne, dans une clairière d'environ 1,73 kilomètre carré. C'est la deuxième plus petite commune du département de la Meuse, en superficie, après Le Neufour.
L'altitude du territoire communal varie entre 165 mètres et 211 mètres. La mairie se situe à 198 mètres d'altitude.
Outre la Biesme qui limite son territoire à l'ouest, les principaux cours d’eau qui traversent la commune sont les ruisseaux de la Gorge de Châtrices et de la Gorge de Verrières, ainsi que celui de la Gorge du Diable.

### Communes limitrophes
| Sainte-Menehould (Marne)              | Les Islettes        | Clermont-en-Argonne |
| Sainte-Menehould Châtrices (Marne)    | Futeau              | Clermont-en-Argonne |
| Châtrices (Marne) Beaulieu-en-Argonne | Beaulieu-en-Argonne | Beaulieu-en-Argonne |

### Hydrographie
La commune est dans la région hydrographique « la Seine du confluent de l'Oise (inclus) à l'embouchure » au sein du bassin Seine-Normandie. Elle est drainée par la Biesme, le ruisseau de la Prise, le ruisseau de la Gorge de Chatrices, le ruisseau de la Gorge de Verrières et la Gorge aux Grès,.
La Biesme, d'une longueur de 28 km, prend sa source dans la commune de Beaulieu-en-Argonne et se jette  dans l'Aisne à Saint-Thomas-en-Argonne, après avoir traversé neuf communes. 

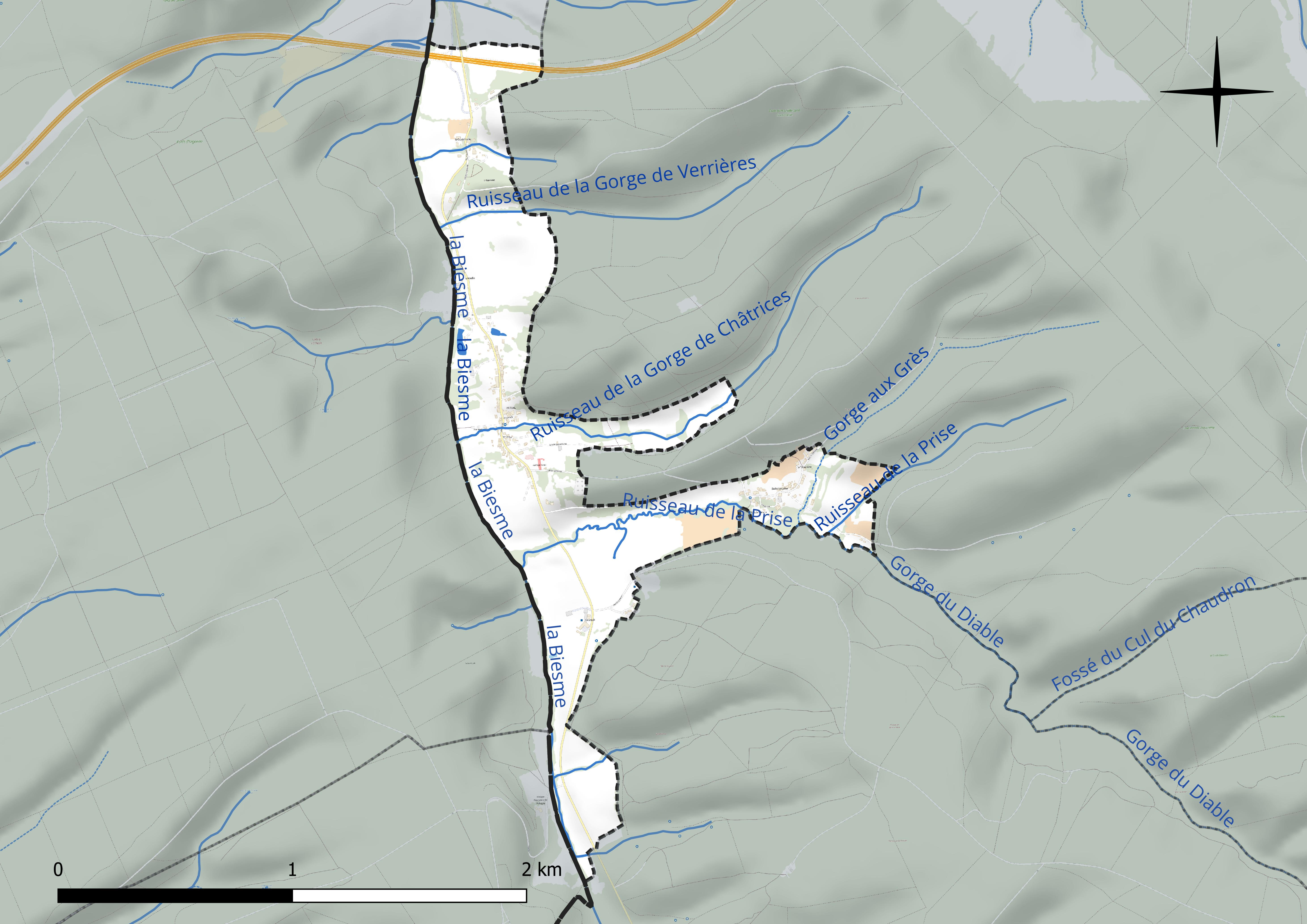
Réseau hydrographique de Futeau.

### Climat
Pour des articles plus généraux, voir Climat du Grand Est et Climat de la Meuse.
En 2010, le climat de la commune est de type climat de montagne, selon une étude du Centre national de la recherche scientifique s'appuyant sur une série de données couvrant la période 1971-2000. En 2020, Météo-France publie une typologie des climats de la France métropolitaine dans laquelle la commune est exposée à un climat océanique altéré et est dans une zone de transition entre les régions climatiques « Nord-est du bassin Parisien » et « Lorraine, plateau de Langres, Morvan ». 
Pour la période 1971-2000, la température annuelle moyenne est de 10,1 °C, avec une amplitude thermique annuelle de 16,2 °C. Le cumul annuel moyen de précipitations est de 974 mm, avec 13,9 jours de précipitations en janvier et 9,5 jours en juillet. Pour la période 1991-2020, la température moyenne annuelle observée sur la station météorologique de Météo-France la plus proche, « Aubréville_sapc », sur la commune d'Aubréville à 9 km à vol d'oiseau, est de 10,9 °C et le cumul annuel moyen de précipitations est de 854,3 mm. 
La température maximale relevée sur cette station est de 41,8 °C, atteinte le 25 juillet 2019 ; la température minimale est de −15,7 °C, atteinte le 20 décembre 2009,,. 
Les paramètres climatiques de la commune ont été estimés pour le milieu du siècle (2041-2070) selon différents scénarios d'émission de gaz à effet de serre à partir des nouvelles projections climatiques de référence DRIAS-2020. Ils sont consultables sur un site dédié publié par Météo-France en novembre 2022.

## Urbanisme
La configuration rare du village, avec une implantation de la mairie, de l'église, du presbytère et du monument aux morts 
décentrée, s’explique par l'existence administrative tardive de la commune.

### Typologie
Au 1er janvier 2024, Futeau est catégorisée commune rurale à habitat dispersé, selon la nouvelle grille communale de densité à sept niveaux définie par l'Insee en 2022.
Elle est située hors unité urbaine. Par ailleurs la commune fait partie de l'aire d'attraction de Sainte-Menehould, dont elle est une commune de la couronne,. Cette aire, qui regroupe 50 communes, est catégorisée dans les aires de moins de 50 000 habitants,.

### Occupation des sols

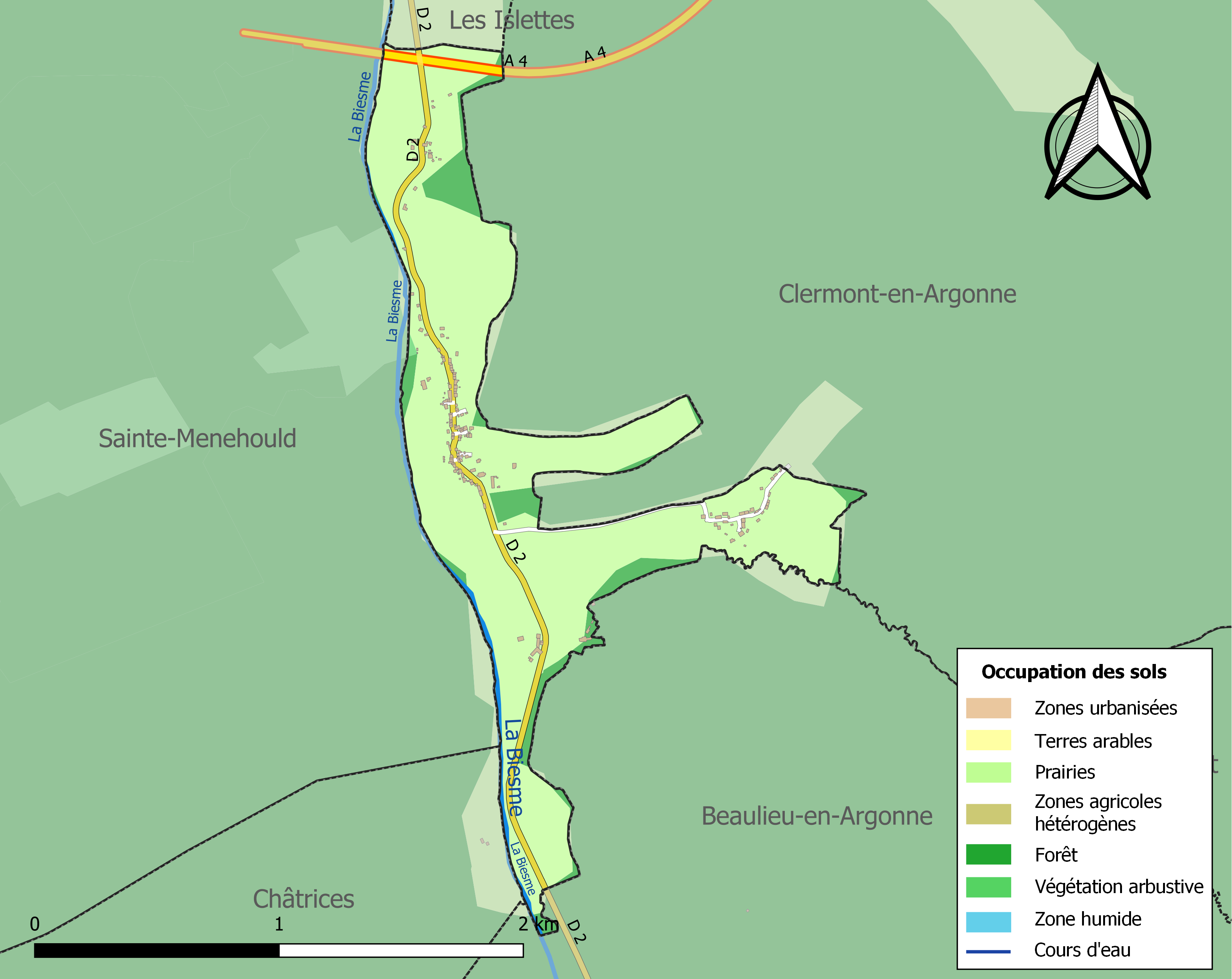
Carte des infrastructures et de l'occupation des sols de la commune en 2018 (CLC).

L'occupation des sols de la commune, telle qu'elle ressort de la base de données européenne d’occupation biophysique des sols Corine Land Cover (CLC), est marquée par l'importance des territoires agricoles (90,6 % en 2018), en augmentation par rapport à 1990 (75,7 %). La répartition détaillée en 2018 est la suivante : 
prairies (90,6 %), forêts (8,9 %), milieux à végétation arbustive et/ou herbacée (0,5 %).
L'IGN met par ailleurs à disposition un outil en ligne permettant de comparer l’évolution dans le temps de l’occupation des sols de la commune (ou de territoires à des échelles différentes). Plusieurs époques sont accessibles sous forme de cartes ou photos aériennes : la carte de Cassini (XVIIIe siècle), la carte d'état-major (1820-1866) et la période actuelle (1950 à aujourd'hui).

## Toponymie
Le nom de la localité est attesté sous les formes Futo en 1700 ; Futum.
La forme Futo attesté en 1700, est peut-être une mauvaise graphie pour *Fouteau, fixation toponymique médiévale ou plus moderne de l'ancien mot d’oïl futeau, fouteau « hêtre »,,, tout comme les différents lieux Le Fouteau (Indre-et-Loire, Orne, etc.),. On rencontre également les anciens noms communs futel, foutel, par ailleurs particulièrement bien représentés dans l'onomastique normande (voir nom de famille Foutel, noms de lieux La Futelaye, etc.). Il est dérivé de fou, ancien nom du hêtre,, mot issu du gallo-roman FAGU, du latin classique fagus. Cependant, le suffixe ou élément ayant servi à la dérivation en -tel / -teau, caractéristique de ce mot du nord de la France, reste mal éclairci.
La Contrôlerie, ferme à Futeau, nommée « Les Trois Fontaines » en 1700, aurait pris son nom actuel au plus tôt au XVIIIe siècle. « Ce lieu a été, probablement un octroi ou un péage, peut-être y avait-il un gué sur la Biesme à cet endroit, ou encore un lieu où l'on venait s’acquitter de droits ou de taxes ».

## Histoire

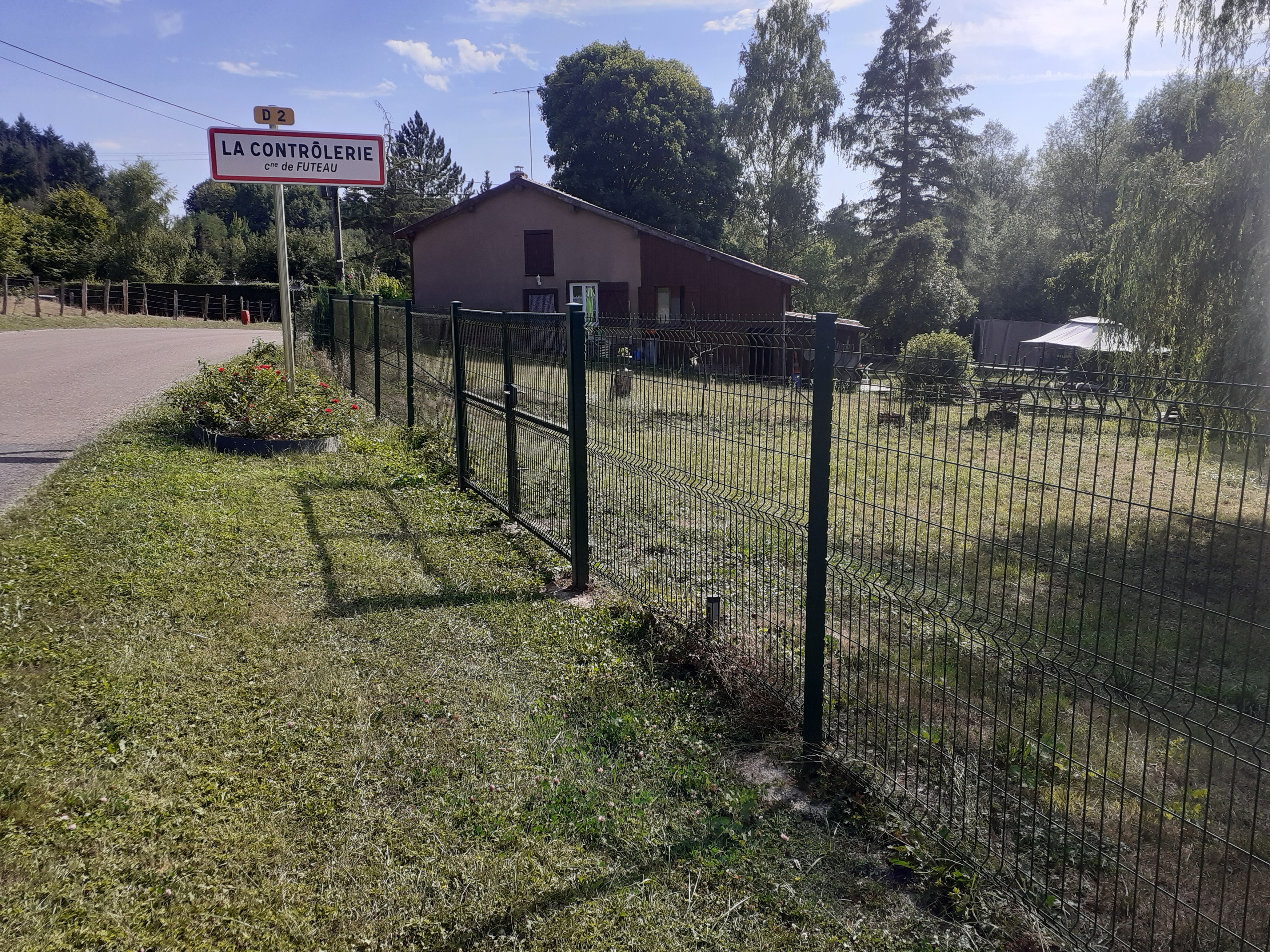
Entrée du hameau de La Contrôlerie.

La création de Futeau et de ses hameaux, Bellefontaine, Courupt et La Contrôlerie, remonte au XVIe siècle, avec l'implantation d'une verrerie autour de laquelle s’installent les maisons des verriers et celles, plus modestes, des ouvriers. Elles dépendent de la paroisse de Clermont, sauf Courupt qui est une annexe de Beaulieu.

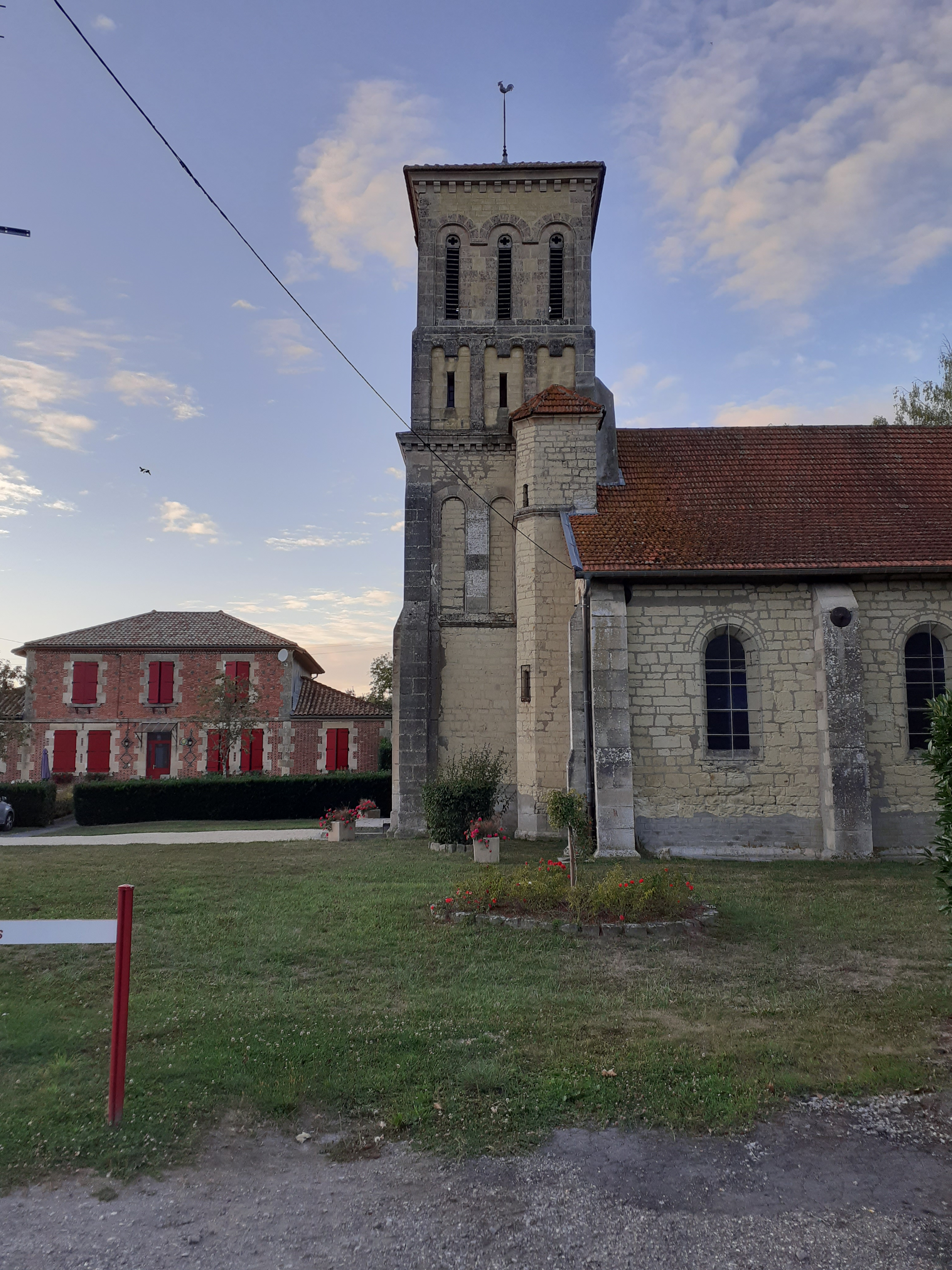
Église et ancien presbytère de Futeau.

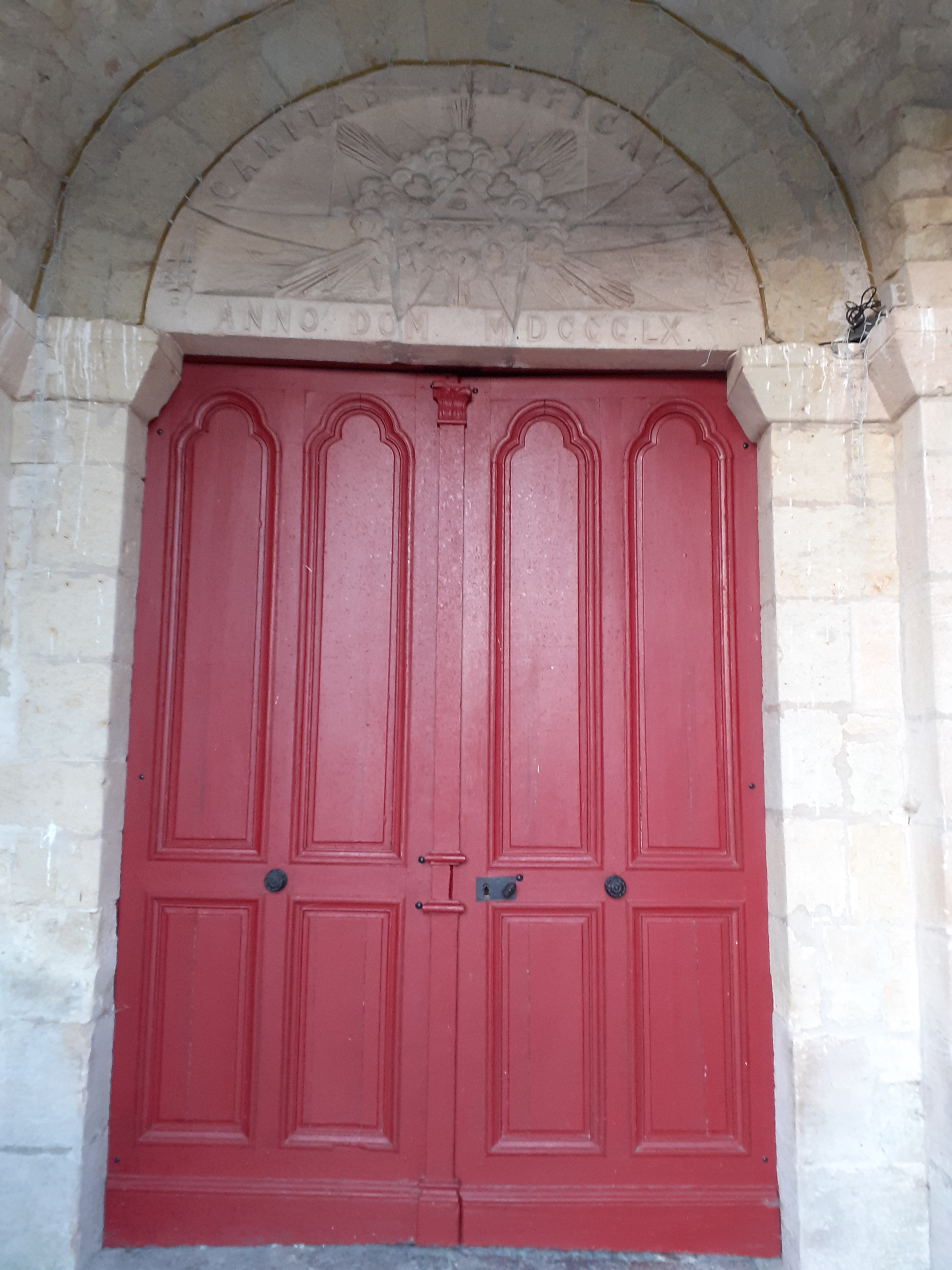
Porte et tympan de l'église de Futeau.

Après la fermeture de la verrerie de Futeau les verriers quittent le lieu, mais la majorité de la population, bûcherons, ouvriers, brioleurs (muletiers), charreliers, reste sur place et vivent dans la misère et sans église.
En 1745, les habitants se cotisent pour ajouter une nef latérale à la chapelle de Bellefontaine, dont l’accès est peu commode pendant la mauvaise saison (la route actuelle ne date que de 1850) ; cette chapelle faillit s’écrouler en 1788. En 1792, la Garde nationale de la commune réquisitionne le mobilier de la chapelle ; ce mobilier fut confisqué ou détruit pendant la Terreur, par un commissaire du gouvernement.
Le Concordat de 1802 fait de Futeau une commune à part entière. Une des premières revendications des habitants est de disposer d’une église ; en attendant sa construction, une chapelle est aménagée dans une grange.
Les efforts de l’abbé Aubry, nommé en en 1848, et ceux des 1 200 habitants de l’époque, aboutissent enfin à l’édification de l’église en 1860, après la construction de l’école et du presbytère.

Dans son ouvrage L'identité de la France, Fernand Braudel rapporte : 
« le 14 juillet 1861, des troubles éclataient durant l’après-midi de la fête nationale, pour protester contre la suppression de la vaine pâture. La sécheresse sévissait et le manque d'herbe devenait désastreux. Dans la nuit du 14 au 15, les clôtures des prés ont été enlevées ».

## Politique et administration
| Période                                  | Période   | Identité                                    | Étiquette | Qualité    |
| ---------------------------------------- | --------- | ------------------------------------------- | --------- | ---------- |
| Les données manquantes sont à compléter. |           |                                             |           |            |
| avril 1993                               | mars 2014 | Chantal Colson                              |           |            |
| mars 2014                                | En cours  | Michel Fosse Réélu pour le mandat 2020-2026 |           | Technicien |

## Population et société

### Démographie
L'évolution du nombre d'habitants est connue à travers les recensements de la population effectués dans la commune depuis 1793. Pour les communes de moins de 10 000 habitants, une enquête de recensement portant sur toute la population est réalisée tous les cinq ans, les populations de référence des années intermédiaires étant quant à elles estimées par interpolation ou extrapolation. Pour la commune, le premier recensement exhaustif entrant dans le cadre du nouveau dispositif a été réalisé en 2004.

En 2022, la commune comptait 139 habitants, en évolution de −16,77 % par rapport à 2016 (Meuse : −4,4 %, France hors Mayotte : +2,11 %).
| 1793 | 1800 | 1806 | 1821 | 1831 | 1836 | 1841 | 1846  | 1851  |
| ---- | ---- | ---- | ---- | ---- | ---- | ---- | ----- | ----- |
| 644  | 732  | 668  | 750  | 864  | 870  | 933  | 1 021 | 1 112 |

| 1856  | 1861  | 1866  | 1872 | 1876  | 1881  | 1886 | 1891 | 1896 |
| ----- | ----- | ----- | ---- | ----- | ----- | ---- | ---- | ---- |
| 1 086 | 1 117 | 1 073 | 984  | 1 001 | 1 001 | 964  | 927  | 933  |

| 1901 | 1906 | 1911 | 1921 | 1926 | 1931 | 1936 | 1946 | 1954 |
| ---- | ---- | ---- | ---- | ---- | ---- | ---- | ---- | ---- |
| 844  | 820  | 807  | 552  | 496  | 351  | 256  | 201  | 253  |

| 1962 | 1968 | 1975 | 1982 | 1990 | 1999 | 2004 | 2006 | 2009 |
| ---- | ---- | ---- | ---- | ---- | ---- | ---- | ---- | ---- |
| 219  | 198  | 175  | 160  | 173  | 154  | 153  | 152  | 163  |

| 2014 | 2019 | 2022 | - | - | - | - | - | - |
| ---- | ---- | ---- | - | - | - | - | - | - |
| 163  | 149  | 139  | - | - | - | - | - | - |

## Économie

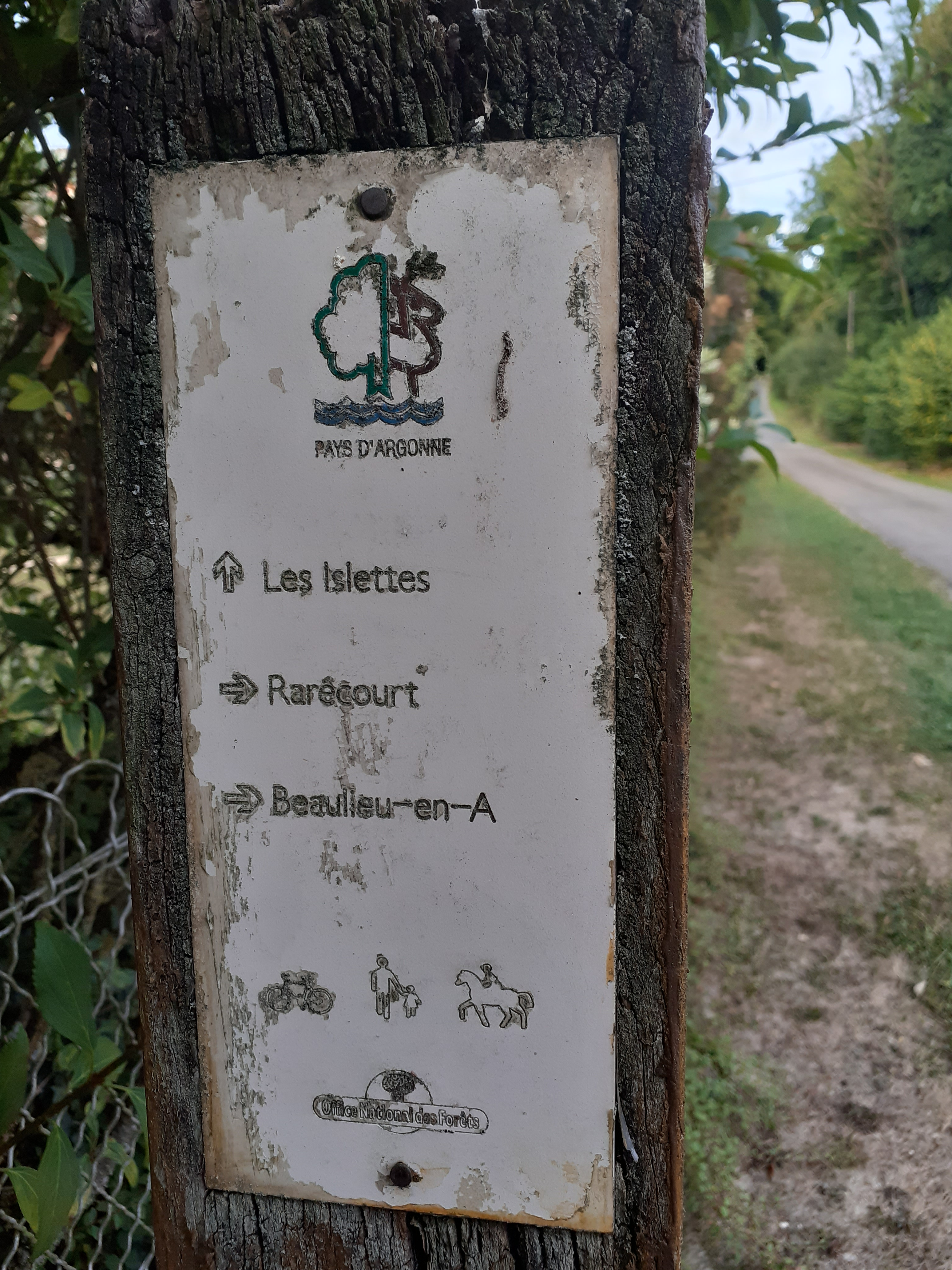
Signalétique pédestre à Futeau.

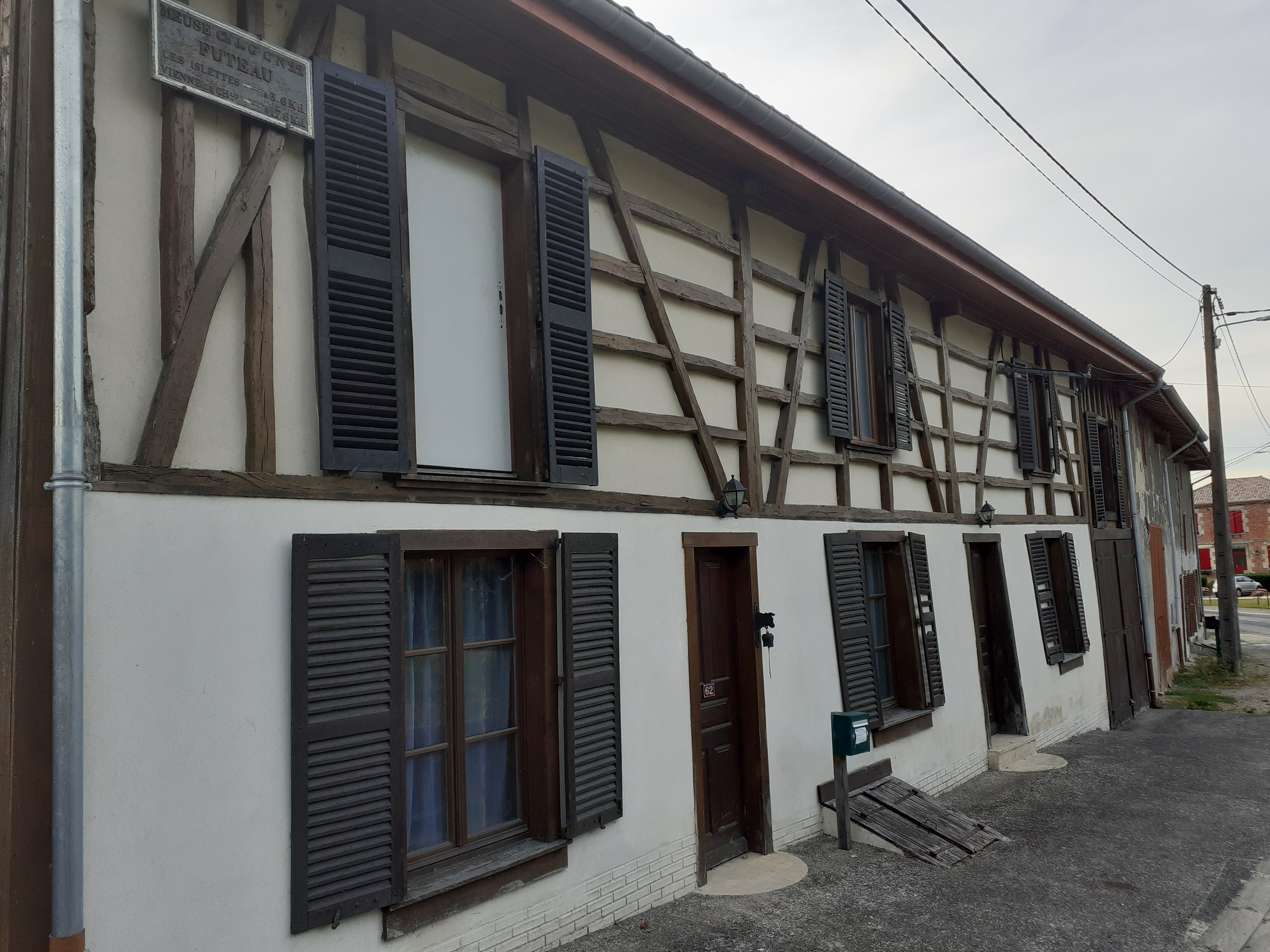
Vieille maison et ancien panneau routier à Futeau.

L'agriculture et le tourisme font partie des activités économiques de Futeau.
De nombreux chemins et sentiers parcourent les espaces boisés qui entourent la clairière de Futeau. Le village est situé au milieu de forêts et n'a vécu que par celles-ci pendant des siècles ; cependant la commune ne possède pas un arpent de ces forêts qui se trouvent administrativement sur le territoire des communes voisines.

## Culture locale et patrimoine

### Lieux et monuments

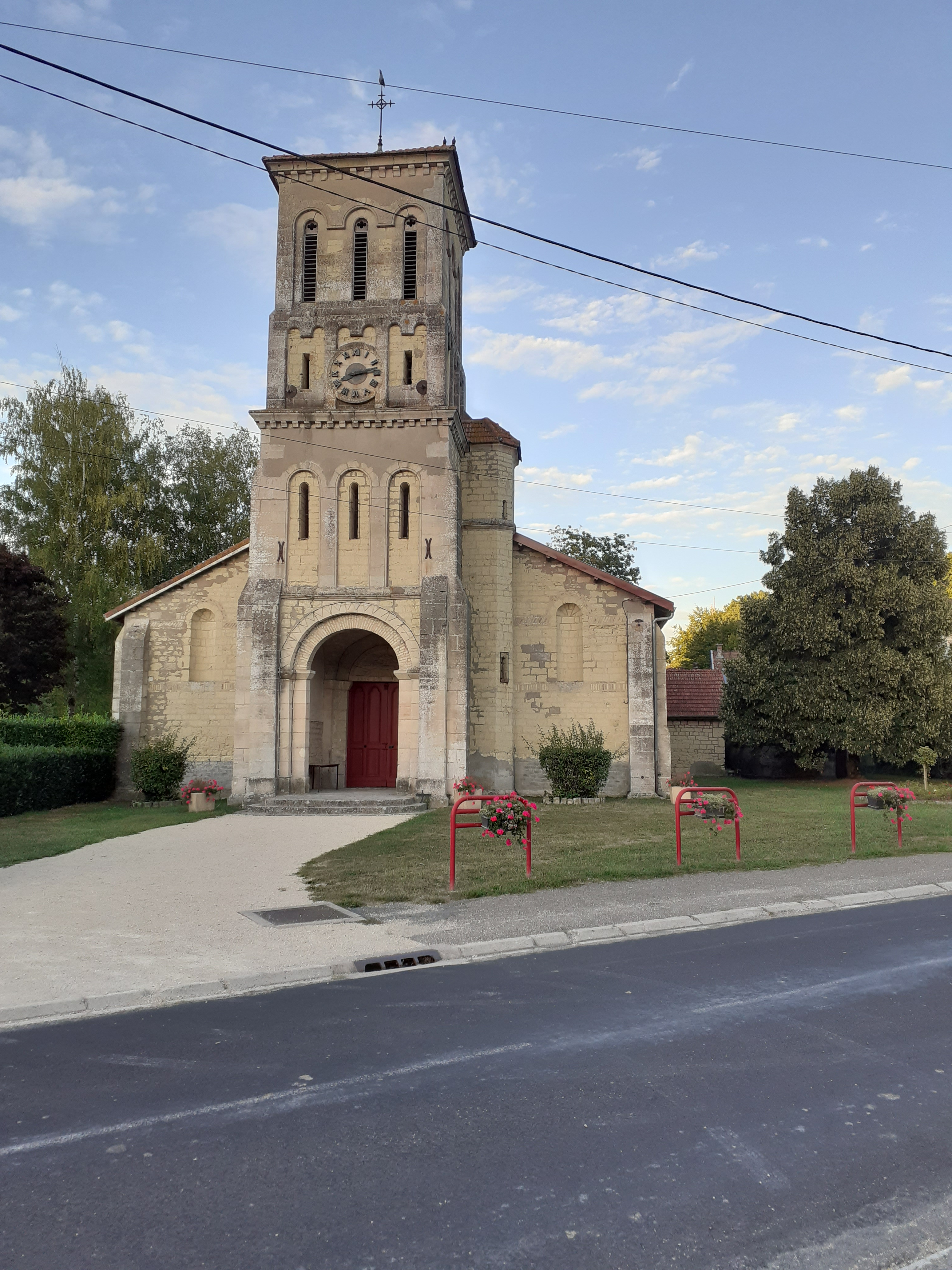
Église de Futeau.

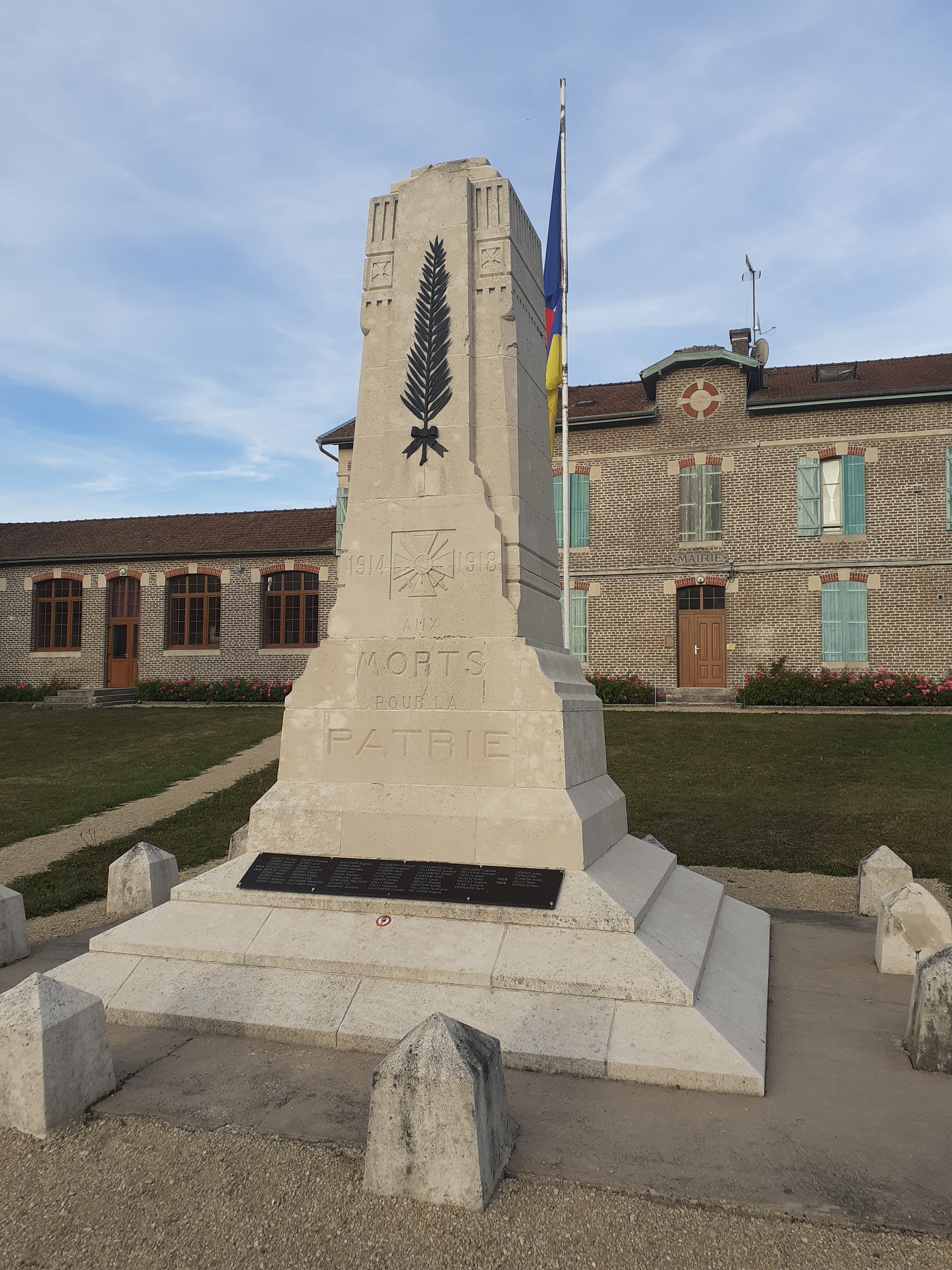
Monument aux morts et mairie de Futeau.

Outre l'agglomération de Futeau, la commune comprend les hameaux de Bellefontaine, Courupt et la Contrôlerie.
L'église de Futeau est dédiée à la Nativité-de-la-Bienheureuse-Vierge-Marie.
Le monument aux morts est érigé dans un espace vert situé devant la mairie du village.
Au 62 de la Grande Rue se trouve une maison traditionnelle sur la façade de laquelle est fixée une ancienne plaque signalétique routière.

### Personnalités liées à la commune
- Auguste-Arthur Géraudel, pharmacien à Sainte-Menehould, né à Bellefontaine, hameau de Futeau, le 4 mars 1841 et mort en 1906 ; il créa les Pastilles Géraudel.